# Gnophomyia transversa
Gnophomyia transversa is een tweevleugelige uit de familie steltmuggen (Limoniidae). De soort komt voor in het Neotropisch gebied.